# Куропалат

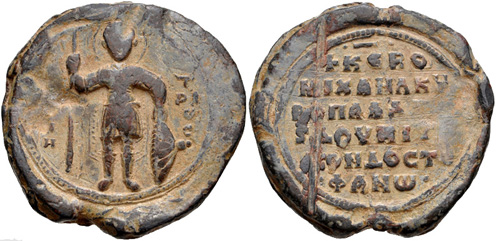
Свинцева печатка Михаїла Контостефаноса, куропалата і дукі Антіохії, бл. 1055 року

Куропалат (грец. κουροπαλάτης, лат. cura palatii — відповідальний за палац) — візантійський придворний титул, один із найвищих з часів імператора Юстиніана I до періоду Комнінів у XII столітті. Жіноча назва титулу, яку вживали до дружини куропалата, — куропалатісса.

## Історія та походження титулу
Вперше титул засвідчений як curapalati на початку V століття: його призначали чиновникам рангу vir spectabilis, які були нижче castrensis palatii та відповідальні за утримання імператорського палацу. Коли імператор Юстиніан I (правив у 527–565 рр.) зробив свого племінника та спадкоємця Юстина II куропалатом 552 року, цей титул набув нового значення та став одним із найбільш піднесених звань, посідаючи поряд із Цезарем та нобіліссімом. Відтоді його почали призначати членам імператорської сім'ї, однак згодом стали надавати і важливим іноземним правителям, переважно на Кавказі. Так, з 580-х до 1060-х років шістнадцять грузинських князів та царів мали цю почесну відзнаку, а після 635 року — також кілька вірменських династій.
Згідно з Клеторологією Філофея, написаною 899 року, символами титулу були червона туніка, мантія та пояс. Вручення цих символів візантійським імператором означало підвищення звання одержувача. До XI—XII століть титул втратив своє попереднє значення: його надавали як почесне звання генералам поза імператорською родиною та його функції поступово витісняли протовестіарії, чия початкова роль обмежувалась зберіганням імператорського гардеробу. Назва збереглася в період Палеологів, проте її вживали рідко.

## Видатні візантійські куропалати
- Юстин II — за правління свого дядька імператора Юстиніана I[4].
- Бадуарій — за правління свого тестя імператора Юстина II (правив у 565–578 рр.)[9].
- Петро — брат імператора Маврикія (правив у 582–602 рр.).
- Доменціолус — племінник імператора Фоки (правив у 602–610 рр.).
- Теодор — брат імператора Іраклія (правив у 610–641 рр.).
- Артабасдос — за правління імператора Лева III Ісавра (правив у 717–741 рр.).
- Михаїл I Рангаве — зять імператора Никифора I (правив у 802–811 рр.).
- Бардас —дядько та дієвий регент імператора Михаїла III (правив у 842–867 рр.).
- Лев Фока — генерал і брат імператора Никифора II Фоки (правив у 963–969 рр.).
- Гуарам I — цар Іберії.
- Гуарам II — цар Іберії та спадковий ерістав Кларджеті та Джавахетії.
- Гуарам III — цар Картлі.